# Nikołaj Zacharow
Nikołaj Stiepanowicz Zacharow (ros. Николай Степанович Захаров, ur. 28 marca?/10 kwietnia 1909 we wsi Gorodok w guberni nowogrodzkiej, zm. 18 kwietnia 2002 w Moskwie) – funkcjonariusz radzieckich organów bezpieczeństwa, I zastępca przewodniczącego KGB (1963-1970).

## Życiorys
Od 1930 pracował w kołchozie, w listopadzie 1931 powołany do służby w Armii Czerwonej, służył w 71 pułku kawalerii w Leningradzkim Okręgu Wojskowym, od lutego 1932 do września 1933 uczył się w szkole wojskowo-weterynaryjnej, 1932 przyjęty do WKP(b). 1934 zdemobilizowany, został w Leningradzie sekretarzem organizacji komsomolskiej w fabryce „Awrora”. Od września 1937 - 1939 w Wyższej Szkole Propagandzistów przy KC WKP(b), po czym został skierowany do Chabarowska, gdzie był zastępcą sekretarza Krajowego Komitetu Komsomołu ds. propagandy i agitacji. 
Od stycznia 1940 funkcjonariusz NKWD, początkowo zastępca szefa oddziału w wydziale kadr Głównego Zarządu Milicji Robotniczo-Chłopskiej (GURKM) NKWD, potem od marca do września 1940 szef oddziału w tym wydziale, a od września 1940 do marca 1941 zastępca szefa Wydziału Kadr GURKM NKWD. III 1941 - IX 1942 szef oddziału w Wydziale Kadr NKWD, 23 IX 1942 do stycznia 1944 zastępca szefa Zarządu NKWD obwodu kujbyszewskiego ds. kadr, od 1943 w stopniu podpułkownika. I-III 1944 zastępca szefa grupy operacyjnej NKWD Łotewskiej SRR ds. kadr, III 1944 - II 1948 zastępca ludowego komisarza/ministra spraw wewnętrznych Łotewskiej SRR ds. kadr, 1946 mianowany pułkownikiem, 14 lutego 1948 do 16 października 1951 minister spraw wewnętrznych Czuwaskiej ASRR, 16 października 1951 do marca 1953 szef Zarządu MWD ZSRR w obwodzie kemerowskim, 24 marca 1953 do marca 1954 szef Oddziału I 9 Zarządu MWD ZSRR, 14 stycznia 1954 mianowany generałem majorem. Następnie w KGB, 24 lipca 1954 do lutego 1958 szef I Oddziału i zastępca szefa IX Zarządu KGB, 17 lutego 1958 - 8 grudnia 1961 szef IX Zarządu KGB, od 26 lutego 1961 generał porucznik. 3 grudnia 1961 - 24 lipca 1963 zastępca szefa KGB, a od 24 lipca 1963 do 3 czerwca 1970 I zastępca szefa KGB, 9 grudnia 1964 mianowany generałem pułkownikiem. Następnie do sierpnia 1978 zastępca ministra budowy maszyn średnich ZSRR, później na emeryturze. Delegat na Zjazd KPZR, deputowany do Rady Najwyższej ZSRR.

## Odznaczenia
- Order Lenina
- Order Czerwonego Sztandaru
- Order Wojny Ojczyźnianej I klasy (dwukrotnie)
- Order Czerwonego Sztandaru Pracy (trzykrotnie)
- Order Czerwonej Gwiazdy (trzykrotnie)
- Order „Znak Honoru”
- Medal Żukowa
- Medal „Za zasługi bojowe”
- Medal „Za pracowniczą wybitność”
- Medal 100-lecia urodzin Lenina
- Medal „Za wyróżnienie w ochronie granic państwowych ZSRR”
- Medal „Za obronę Moskwy”
- Medal „Za zwycięstwo nad Niemcami w Wielkiej Wojnie Ojczyźnianej 1941–1945”
- Medal jubileuszowy „Dwudziestolecia zwycięstwa w Wielkiej Wojnie Ojczyźnianej 1941–1945”
- Medal jubileuszowy „Trzydziestolecia zwycięstwa w Wielkiej Wojnie Ojczyźnianej 1941–1945” (dwukrotnie)
- Medal jubileuszowy „Czterdziestolecia zwycięstwa w Wielkiej Wojnie Ojczyźnianej 1941–1945” (dwukrotnie)
- Medal 850-lecia Moskwy
- Medal „Za ofiarną pracę w Wielkiej Wojnie Ojczyźnianej 1941–1945”
- Medal „Weteran pracy”
- Medal „Weteran Sił Zbrojnych ZSRR”
- Medal jubileuszowy „30 lat Armii Radzieckiej i Floty”
- Medal jubileuszowy „40 lat Sił Zbrojnych ZSRR”
- Medal jubileuszowy „50 lat Sił Zbrojnych ZSRR”
- Medal jubileuszowy „60 lat Sił Zbrojnych ZSRR”
- Medal jubileuszowy „70 lat Sił Zbrojnych ZSRR”
- Medal jubileuszowy „50 lat radzieckiej milicji”
- Medal „Za nienaganną służbę” I klasy
- Odznaka „Honorowy Funkcjonariusz Bezpieczeństwa"